# Manawydan
Nella mitologia gallese Manawydan è il figlio di Llyr. Probabilmente è un dio del mare.
Nel Mabinogion re Pryderi invita Manawydan a vivere con lui nel Dyfed e a sposare sua madre Rhiannon. Un incantesimo fa sparire tutte le persone e tutti gli animali del Dyfed. Rimangono solo Manawydan, Rhiannon, Pryderi e sua moglie Cigfa. Per un po' di tempo sopravvivono cacciando, poi si trasferiscono in Inghilterra per guadagnare da vivere come artigiani. La superiorità dei loro lavori provoca il risentimento degli artigiani locali che decidono di ucciderli. Saputolo, i quattro ritornano nel Dyfed. 
Un giorno di caccia, Manawydan e Pryderi avvistano un cinghiale bianco e lo inseguono. Il cinghiale si rifugia in una misteriosa torre. Pryderi vi entra ma non fa ritorno. Una volta avvertita Rhiannon si mette alla ricerca di Pryderi e lo trova all'interno della torre immobile con una mano su una coppa d'oro. Rhiannon tocca la coppa, resta bloccata e la torre scompare. 
Manawydan e Cigfa riprovano a guadagnarsi da vivere in Inghilterra, ma la gelosia degli artigiani rivali li fa tornare nel Dyfed. Manawydan però si porta dietro del grano e semina tre chicchi. Quando è tempo di mietere, Manawydan scopre che le prime due spighe sono state spogliate durante la notte. Osservando la terza spiga, scopre una moltitudine di topi che rubano il grano. Ne cattura uno lento e grasso. Il giorno dopo lo processa per furto e lo condanna all'impiccagione. Uno alla volta si fanno avanti un chierico, un prete e un vescovo che tentano di riscattare il condannato. Manawydan rifiuta le offerte di riscatto, ma persuade il vescovo a rimuovere la maledizione dal Dyfed e a rilasciare Pryderi e Rhiannon. I tre stranieri in realtà sono un travestimento di Llwyd ap Cil Coed, che pone l'incantesimo sulla coppa d'oro. Llwyd spiegea a Manawydan che è amico di Gwawl fab Clud e che ha maledetto il Dyfed e catturato Rhiannon e Pryderi per vendicare l'insulto di Pwyll, padre di Pryderi e primo marito di Rhiannon) verso Gwawl. Il topo in realtà è Gwenaby, moglie incinta di Llwyd, che era andata con le altre donne della corte del marito a rubare in grano sotto forma di topi.